# Пфердингслебен
Пфердингслебен (нем. Pferdingsleben) — община в Германии, в земле Тюрингия.
Входит в состав района Гота. Подчиняется управлению Нессеауэ.  Население составляет 412 человек (на 31 декабря 2010 года). Занимает площадь 6,61 км².